# Pär Gerell
Pär Håkan Gerell, född 23 juni 1982 i Skogslyckans församling i Växjö, är en svensk bordtennisspelare tävlande för Halmstad BTK (i Sverige) och Chartres ASTT (i Frankrike). Han deltog i OS 2008, 2012 och 2016. 2011 tog Gerell SM-guld i herrsingel samt silver 2010 efter finalförlust mot Jan-Ove Waldner. 2009, -10 -11 -13 och -22 tog han SM-guld i herrdubbel tillsammans med Jens Lundquist. 